# Ciliegia (colore)

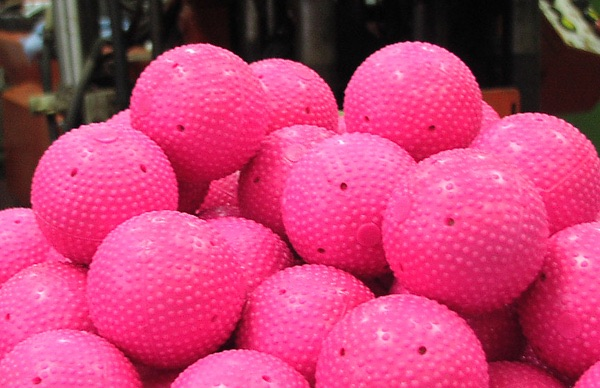
Palloni di bandy

Ciliegia è un rosso purpureo che varia di tonalità dal profondo al luminoso, ed è molto usato nella cosmesi e nella moda.

## Ciliegia
A destra è mostrato il color ciliegia. Il nome ciliegia deriva dal frutto omonimo ed è spesso indicato anche con il suo corrispettivo francese cerise. La parola inglese "cherry" deriva dalla parola normanna cherise.
Secondo il Dizionario dei colori di Maerz e Paul, la prima volta che è stato usato questo termine per indicare il colore è stato nel 1858. Comunque, prima era stato usato, almeno non ufficialmente, nel 1846 in un libro di tessuti da maglia.

## Ciliegia vivo
A destra è mostrato il color ciliegia vivo, spesso indicato anche come ciliegia fluorescente.

## Ciliegia amaranto
A destra è mostrato il color ciliegia amaranto. È il colore dei fiori delle ciliegie amaranto, e non va confuso con il carminio.

## Ciliegia profondo
A destra è mostrato il color ciliegia profondo. Il nome è stato dato dalla marca di matite colorate Crayola sin dal 1993.

## Ciliegia Hollywood
Negli anni cinquanta, una popolare marca di matite colorate, la Venus Paradise, aveva fra i suoi colori il ciliegia Hollywood del colore indicato a destra. Prima di essere battezzato in questa maniera negli anni quaranta, tale colore era conosciuto semplicemente come Hollywood.
Un altro nome per questo colore è fucsia fashion.

## Confronto dei ciliegia
- Rosa ciliegia (Hex: #EC3B83) (RGB: 236, 59, 131)
- Ciliegia (Hex: #DE3163) (RGB: 218, 49, 99)
- Ciliegia vivo (Hex: #DA1D81) (RGB: 218, 29, 129)
- Ciliegia amaranto (Hex: #CD2682) (RGB: 205, 38, 130)
- Ciliegia profondo (Hex: #DA3287) (RGB: 218, 50, 135)
- Ciliegia Hollywood (Hex: #F400A1) (RGB: 244, 0, 161)